# Blast from the Past
Blast from the Past, titulada Buscando a Eva en España y Argentina, y Mi novio atómico en Hispanoamérica, es una película estadounidense de comedia romántica de 1999, dirigida por Hugh Wilson y protagonizada por Brendan Fraser y Alicia Silverstone.

## Sinopsis
En 1962, Calvin Webber (Christopher Walken), un brillante aunque algo paranoico científico, vive con su esposa Helen (Sissy Spacek) en Los Ángeles, California. En plena crisis de los misiles de Cuba, un avión militar sufre un accidente cerca de la casa de los Webber, que, convencidos de que ha estallado una guerra nuclear, se guarecen en un refugio "anti guerra nuclear" construido por Calvin, donde nacerá su hijo Adam. Autoridades y vecinos, advirtiendo que los Webber no dan señales de vida tras la caída del avión en su propiedad, los dan por muertos. 
35 años después, su hijo Adam (Brendan Fraser), nacido en esa especie de cápsula temporal, sale a la superficie para comprobar si la Tierra ya es de nuevo apta para la vida humana, pero con la educación y modales típicos de inicios de la los años 60.
Allí arriba se encuentra con Eva (Alicia Silverstone), quien lo ayuda a conseguir todos los víveres necesarios y que además tratará de entender el misterio del pasado de Adam, buscando que se adapte a la vida del año 1997.

## Elenco
- Brendan Fraser - Adam Webber
- Alicia Silverstone - Eva Rustikoff
- Christopher Walken - Calvin Webber
- Sissy Spacek - Helen Webber
- Dave Foley - Troy
- Rob Schneider - Pordiosero
- Joey Slotnick - Soda Jerk
- Dale Raoul - Madre
- Rex Linn - Dave
- Cynthia Mace - Betty
- Harry S. Murphy - Bob
- Hugh Wilson - Levy
- Nathan Fillion - Cliff
- Jenifer Lewis - Dra. Aron

## Recepción
El film recibió críticas mixtas. En el sitio web especializado Rotten Tomatoes la cinta tiene un 59% de comentarios positivos. Fue un desastre comercial en su estreno